# فرسید
فِرسید سیروسی (به یونانی: Φερεκύδης) اندیشمند سدهٔ ۶ پیش از میلاد، اهل جزیرهٔ سیروس یونان بود. فرسید کتابی به نام هپتامی‌کوس(هفت فترت) به تحریر درآورد.
هرچند اصل کتاب امروزه در دست نمی‌باشد، اما برگه‌های پراکنده‌ای که از آن باقی‌مانده، برای ترسیم تصویری کلی از هپتامی‌کوس کافی است. این کتاب یکی از نخستین کتب منثور در ادبیات یونانی است و ارسطو در کتاب متافیزیک خود آن را به عنوان ترکیبی از افسانه و فلسفه به حساب آورده‌است. بر این اساس اندیشهٔ فرسید به عنوان پلی به فلسفهٔ پیشاسقراطی اهمیت دارد.